# Palais Neuhaus-Preysing

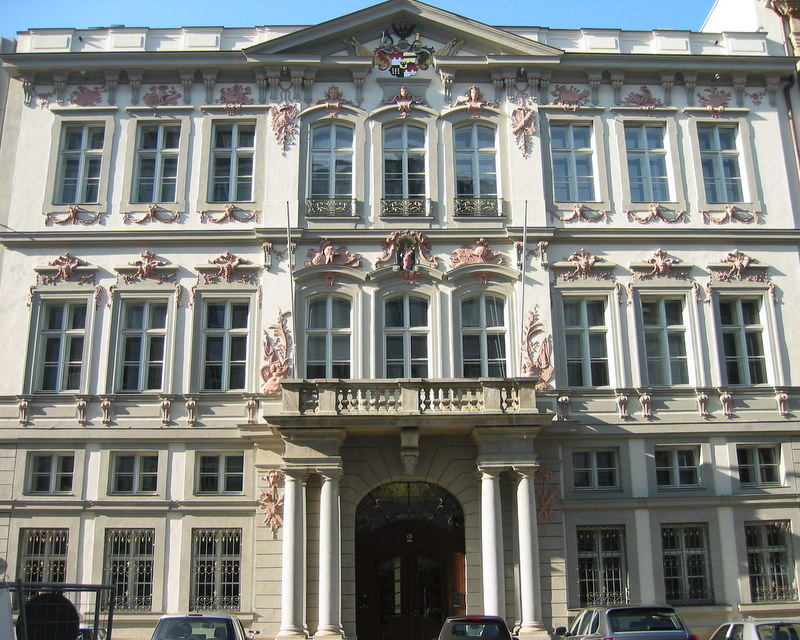
Fassade des Palais Neuhaus-Preysing

Das Palais Neuhaus-Preysing ist ein Palais in der Altstadt in München, Prannerstr. 2. 

## Architektur
Es wurde 1737 von Philipp Jakob Köglsperger, einem Mitarbeiter des Münchner Baumeisters François de Cuvilliés des Älteren, von dem auch der Entwurf stammt, errichtet. Es handelt sich hierbei um einen Neubau des 1703 von der Adelsfamilie von Neuhaus errichteten Anwesens. 
Das Gebäude besitzt heute noch eine der wenigen original erhaltenen Adels-Palaisfassaden im Rokokostil in der Prannerstraße in München. Die Fassade verfügt über neun Achsen, der Mittelrisalit mit Balkon in der Beletage, der von einem Dreiecksgiebel mit Wappen bekrönt wird, über drei Achsen. Das Erdgeschoss mit Mezzanin und die beiden Obergeschosse sind klar durch Gesimse aber ohne Pilaster gegliedert. 
Westlich neben dem Palais befand sich bis zur Zerstörung im Zweiten Weltkrieg das klassizistische Hiltl-Haus, mit dem es den Auftakt der einst prachtvollen Straßenzeile der gesamten Prannerstraße bildete, an der damals auch der Bayerische Landtag lag. Das östlich angrenzende barocke Palais des Grafen Thürheim in der Prannerstraße 1 war schon 1892 für den Neubau der Königlichen Bayerischen Bank abgerissen worden. Im selben Jahr musste auch an der Ecke zur Kardinal-Faulhaber-Straße das barocke Palais Perusa für den Bau der Königlichen Filialbank weichen. Auch vom Palais Tascher de la Pagerie aus dem 19. Jahrhundert an der Prannerstraße 5 ist nichts erhalten.

## Geschichte
Das Gebäude diente als zweiter Stadtsitz des Grafen Ferdinand Maria Franz Freiherr von Neuhaus. Nach mehrfachem Besitzwechsel wurde das Haus 1898 von der Bayerischen Staatsbank gekauft, um die Geschäftsräume des Institutes zu erweitern. Aber erst 1924 ließ man die notwendige Verbindung zwischen den beiden Gebäuden durchbrechen. Lange Zeit ist das Palais für die Registratur der Bank genutzt worden. 1944 wurde das Gebäude zerbombt. 1952 begannen die notwendigen Sicherungsmaßnahmen der Ruine und 1954 bis 1956 wurden die Neubau-Entwürfe des Münchner Architekten Erwin Schleich umgesetzt. Dabei ist die ursprüngliche Gestaltung im Inneren des Palais verändert worden.
Durch die Fusion mit der Bayerischen Vereinsbank im Jahre 1971 ging das Palais zusammen mit dem daneben liegendem modernen Neubau des Hiltl-Hauses (Prannerstraße 4) letztendlich in den Besitz der Bayerischen Hypo- und Vereinsbank AG über.
Im Zuge des Konzeptes der Fünf Höfe 2003–06 ist nach den Plänen der Architekten Guido Canali (Parma) und Gilberto Botti (München) auch das Palais Neuhaus-Preysing saniert worden. 
Seit Oktober 2023 wird das Palais von Fünf-Sterne-Hotel Rosewood Munich genutzt wie auch das zusammenhängende Gebäude der ehemaligen Bayerischen Staatsbank, wo sich der Haupteingang in der Kardinal-Faulhaber-Straße befindet.